# Шериф (гурт)
Шериф - радянська і російська музична група, продовжувач музики в стилі євродиско.

## Історія
1990-1994, 2002.
Засновником і лідером офіційної групи «Шериф» є Костянтин Терентьєв.
Всі пісні, відео, виступи, факти, пов'язані з групою «Шериф», були опубліковані тільки під керівництвом Костянтина Терентьєва — вони є єдиними офіційними і датовані до 2006 року.
Група «Шериф» була створена в 1990 році.
У той час, з 1988 року, Костянтин Терентьєв є одним з двох творців, продюсера і клавішника групи STARS.
Перший магнітоальбом групи Шериф — «Наталі» був випущений в 1990 році, тоді ж відбувся дебют групи Шериф на записі програми «Цілком таємно» з піснями «Не йди», «Швидкий поїзд» і «Теплий дощ».
У «1991 році»: «Наталі» і «Не йди» у розділі «Цілком таємно», також «не йди» — зйомки для музичної програми «перловий Острів», пісня була записана «де ти?» і виступив на концерті «Gala Records представляє» в Ленінграді, прем'єра кліпу на пісню «де ти?» у програмах «Марафон-15», «Саундтрек».
У «1992 році»:
14 червня 1992 Костянтин Терентьєв і група «Шериф» — телевізійна зйомка з піснею «де ти?» на заключному концерті шоу «хіт-ТОП 50/50» на честь 3-річчя програми «50/50» в Кремлівському палаці з'їздів, на основі зйомок виступу на цьому концерті була створена друга версія кліп на пісню «Где ты?», записані і представлені публіці пісні «Казковий ліс» і «Джулія» — кавер-версія пісні" Blue System " — «Ромео і Джульєтта», звільнений альбом «Джулія».
У «1993 році»: мало місце телевізійна прем'єра пісні «Джулія».
Шериф і зірки багато гастролювали в спільних програмах. Великі гастролі туру, в тому числі в Китаї, пройшли з великим успіхом.
У 1994 шляхи Шерифа і зірок поступово розійшлися. У 1996 — 1997 роках
Костянтин Терентьєв разом з Романом Жуковим бере участь у проекті «Немо», опублікованому в 1997 році альбом «Назад в майбутнє», у цьому проекті Костянтин Терентьєв є автором тексту, с. Куликов-автором музики до пісні"космічний ліфт".,
на якому Костянтин Терентьєв і Роман Жуков представили спільний «кліп» «без наркотиків / космічний ліфт» на «Першому каналі», також на каналі «ТВ6 Москва» в програмі «Партійна зона», спільний виступ К.Терентьєва і Р. Жукова з піснею "білий колір".
У «2002»: альбом «Джулія» був перевиданий, куди були додані раніше опубліковані пісні «танець під місяцем» — авторство — Олена і Костянтин Терентьєви.

## Склад гурту
1. Костянтин Терентьєв-провідний вокаліст
2. Ігор Пономарьов-гітара
3. Олена Терентьєва-клавішні, бек-вокал
4. Антон Дремлюга-клавішні
5. Ігор Милованов-барабани
6. Наталія Гулькіна-бек-вокал
7. Ігор Іншаков-гітара
8. Олександр Чижов Клавішні Вокал
9. Новий склад групи
10. Юрій Саркісян, вокал Едуард Саркісян, композитор клавіші Валерій Саркісян, гітара Олексій Саркісян, бас гітара

### Альбоми
1. 1990 — Студія «Південний Захід», МС" Шериф « — „Наталі“.
2. 1992 — Студія „Південний Захід“, МС „Шериф“ — „Джулія“.
3. 2002 — „Музична атака“ CD „Шериф“ — „Джулія“.

### Колекції
1. 1997 — „Мега Рекордс“ MC „Шериф“ — „Дискотека“.
2. 2003 — „Музична атака Німеччини“ CD „Шериф“ — „Дискотека 80“.
3. 2004 — „JAM Group International“ CD „Шериф“ — „Легендарні пісні“.

## Композиції
- Юлія — музика Д. Болена, текст Н. Гулькіної
- Не йди — музика Едуард Саркісян, текст Н. Гулькіної
- Наталі — музика Едуард Саркісян, текст Н. Гулькіної
- Швидкий поїзд — музика Едуард Саркісян, текст Н. Гулькіної
- У цей День — музика Е. Терентьєва, текст Н. Гулькіної
- День народження — музика Е. Терентьєва, текст Н. Гулькіної
- Теплий дощ — музика Е. Терентьєва, текст Н. Гулькіної
- де ти? — музика Е. Терентьєва, текст Н. Гулькіної
- Казковий ліс — музика Е. Терентьєва, текст Н. Гулькіної
- Танець під місяцем — музика Е.Терентьєвої, текст Е. Терентьєвої, К. Терентьєва.

## Група зірок
1988 — 1994
Група зірок була створена в „1988 році“ Костянтином Терентьєвим, продюсером і клавішником групи, і Наталією Гулькіної, солісткою і автором декількох пісень групи.
У період 1988—1994 років у зоряної групи був щільний графік концертів — гастролі, великі майданчики, виступи, Музичні кліпи, преса, телебачення, чарти.
Костянтин Терентьєв брав участь у зйомках музичних кліпів гурту: сонце палить (дві версії), Дискотека, мій маленький принц, Івенго.
У „1992 році“ разом з продюсером Костянтином Терентьєвим створив: Музичний центр Наталії Гулькіної, танцювальна група зоряної групи, школа-студія» нове покоління "для обдарованих дітей на базі Центру дитячої творчості"Сузір'я".
Продюсер Костянтин Терентьєв допоміг " зіркам «скласти гідну конкуренцію групі» Міраж « та іншим, що на довгі роки забезпечило Наталії Гулькіній всесоюзну славу.
У» 1994 році " Зоряна група припинила своє існування.
У період з 1988 по 1994 рік групою зірок
На жаль, музиканти, що стояли біля витоків розвитку групи «Шериф», покинули її з різних причин того часу і популярність групи стала падати. Після чого група розпалася і протягом довгого періоду часу ніде не виступала. Терентьєв так само брав участь у проекті Романа Жукова під назвою «Немо» однак це так і не увінчалося успіхом так як Жуков і Терентьєв не знайшли спільного взаєморозуміння в результаті Костянтин Терентьєв виступав один в рідкісних випадках в клубах міста Москви.
7 квітня 2006 року Костянтин Терентьєв помер від інфаркту.
У 2006 тому році група знову була зібрана, але вже в складі трьох рідних братів. Солістом став Юрій Саркісян, клавішні Едуард Саркісян, - він же композитор вищевказаних основних трьох пісень. Гітаристом Валерій Саркісян - він же екс гітарист групи Центр. Бас-гітаристом Олексій Саркісян так само учасник групи Центр. Перший грандіозний виступ групи після довгого застою відбулася 2008 році в Палаці спорту міста Твер куди запросили Юрія Саркісяна зі складом нової групи " Шериф» це і послужило новим гілкою для популярності групи. до якої увійшли три рідних брата. Ідейним натхненником на нову хвилю виступів став давній друг Юрія Саркісяна Сергій Васюта ЛІДЕР вже давно популярної групи " Солодкий сон» з хітом групи " на білому покривалі січня» до цього дня Саркісян і Васюта підтримують теплі дружні стосунки Сергій Васюта є творцем дискотеки СРСР де Юрій Саркісян і група «Шериф» регулярно беруть участь. у 2007 році був випущений альбом в новій обробці тих же пе
«Альбоми» були опубліковані: «Мій маленький принц» (1988), «Дискотека» (1989), «Тобі просто потрібно мріяти» (1991), «Денний ангел» (1991), «Свята Любов» (1993);
«Затискачі» були зняті: Сонце горить (дві версії), Дискотека, Мій маленький принц, Айвенго, Це Китай.